# 南城街道 (原平市)
南城街道，是中华人民共和国山西省忻州市原平市下辖的一个乡镇级行政单位。2021年5月，调整南城街道的行政区域。以原南城街道的体育路、建设街、教育路3个社区居委会，原新原乡的小集镇和柳巷、下原平、上原平3个村委会，轩岗采煤沉陷区搬迁村为南城街道的行政区域。原南城街道的桥南、铁路2个社区居委会为新原街道的行政区域。

## 行政区划
南城街道下辖以下地区：
桥南社区、建设街社区、铁路社区、教育路社区和体育路社区。